# Sucza wojna
Sucza wojna (ros. су́чья война́) – walka o przewodnictwo w radzieckim świecie przestępczym odbywająca się w łagrach w latach 1948–1953.

## Strony konfliktu
W konflikcie z jednej strony brali udział „błatni” (nazywani też „urkami”) – więźniowie kryminalni, którzy jako jeden z głównych elementów swojej tożsamości uznawali brak wchodzenia w jakąkolwiek interakcję z władzami, oraz po drugiej stronie „suki” – przestępcy dopuszczający (dobrowolnie lub po zmuszeniu siłą) współpracę z władzami na określonych płaszczyznach (akceptacja konieczności pracy w obozie czy współzarządzanie nim), wspierani przez „wojenszczinę”, czyli tych byłych żołnierzy (więc współpracowników państwa) Armii Czerwonej, którzy w powojennej rzeczywistości znaleźli się w łagrach.

## Stanowisko władz
Początkowo władze GUŁagu wspierały „suki” w celu eliminacji „błatnych”, którzy byli więźniami nierentownymi, gdyż odmawiali pracy. W tym celu pozwalano „sukom” masowo obejmować posady fryzjerów i kucharzy, dzięki czemu mieli oni ułatwiony dostęp do broni białej oraz regularnie przenoszono całe ich grupy do innych obozów w celu wywołania czystek na „błatnych”.
Sucza wojna znacznie obniżyła produktywność łagrów w latach 1951–1952, co było bodźcem dla Zarządu GUŁagu do powolnego wyciszenia walk.
Walki ostatecznie skończyły się w 1953, wraz z wielką amnestią ogłoszoną po śmierci Stalina, w ramach której w pierwszej kolejności obozy opuścili współpracujący z państwem „suki”.